# Oxidação de Sarett
A oxidação de Sarett é uma reação orgânica que oxida álcoois primários e secundários a aldeídos e cetonas, respectivamente, usando trióxido de cromo e piridina. Ao contrário da oxidação de Jones, a oxidação de Sarett não culmina na oxidação total de álcoois primários a ácidos carboxílicos nem afeta as insaturações carbono-carbono. No entanto, o uso da oxidação original de Sarett tornou-se amplamente antiquado, em favor de outras técnicas de oxidação modificadas. A reação não adulterada ainda é ocasionalmente utilizada em ambientes de ensino e em pesquisas laboratoriais de pequena escala.

Esquema mostrando a oxidação de álcoois genéricos primários e secundários aos respectivos aldeídos e cetonas por meio da oxidação de Sarett

## História

### Primeira aparição

Estrutura molecular do reagente de Sarett/Collins

A reação recebeu o nome do químico americano Lewis Hastings Sarett (1917–1999). A primeira descrição de seu uso aparece em um artigo de 1953 de coautoria de Sarett que se relaciona com a síntese de esteroides adrenais. O artigo propõe a utilização do complexo piridinocromo CrO3–2C5H5N para a oxidação de álcoois primários e secundários. O complexo viria a ser conhecido como o "Reagente de Sarett".

### Modificações e melhoramentos
Embora o reagente de Sarett forneça bons rendimentos para a formação de cetonas, sua conversão de álcoois primários a aldeídos é menos eficiente. Além disso, o isolamento de produtos da solução reacional pode ser difícil. Essas limitações foram parcialmente abordadas com a introdução da oxidação de Collins. O ingrediente ativo em ambos os reagentes de Sarett é idêntico ao do chamado "reagente de Collins", ou seja, o complexo de piridina CrO3(C5H5N)2. A oxidação de Collins difere da oxidação de Sarett apenas porque usa cloreto de metileno em vez de piridina pura. Os métodos inicialmente propostos para executar as oxidações de Collins e Sarett ainda não eram ideais, pois as propriedades higroscópicas e pirofóricas do reagente de Sarett dificultam sua preparação. Isso leva a uma melhoria do protocolo da oxidação de Collins conhecido como variante de Ratcliffe.

## Preparação do reagente de Sarett

### Técnicas

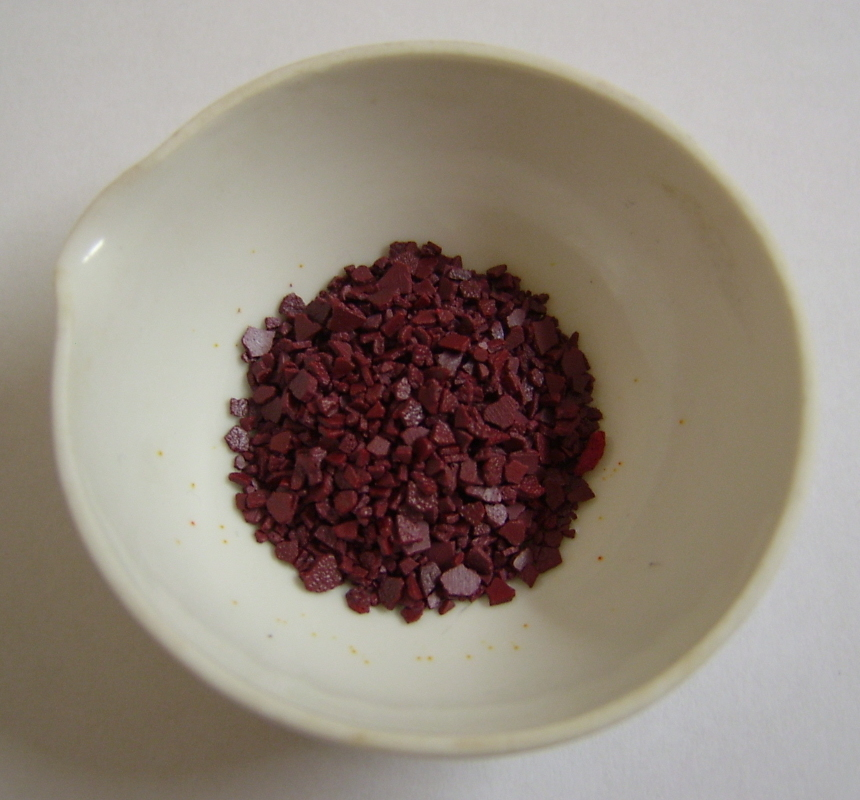
A cor vermelho-tijolo do trióxido de cromo não reagente (anidrido crômico)

O reagente de Sarett foi originalmente preparado em 1953 pela adição de trióxido de cromo à piridina. A piridina deve ser resfriada previamente porque a reação é perigosamente exotérmica. Lentamente, o CrO3 vermelho-tijolo se transforma no aduto bis(piridina). Após a conversão ao reagente de Sarett, ele é imediatamente utilizado.

### Segurança

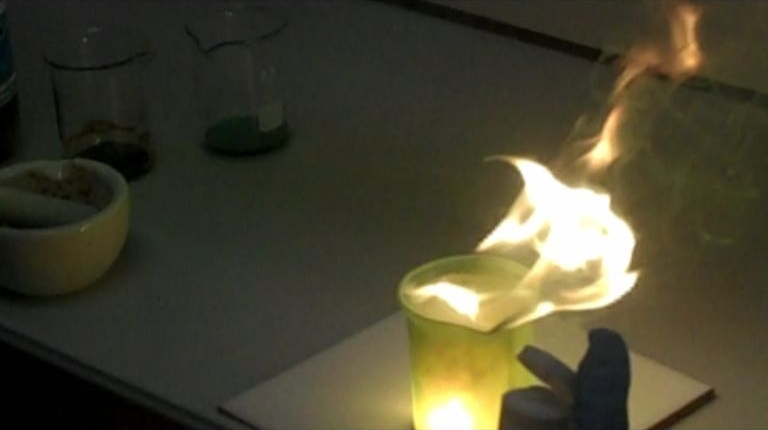
O manuseio inadequado do trióxido de cromo pode resultar em incêndio

Os métodos específicos de preparação dos reagentes são críticos, pois a técnica inadequada pode causar a explosão dos materiais. Algumas melhorias técnicas na metodologia original reduziram os riscos associados à preparação. Uma dessas melhorias recentes reduziu a probabilidade de explosão utilizando grânulos de anidrido crômico que afundariam imediatamente abaixo da superfície da piridina resfriada após a adição. Também cabe salientar que o trióxido de cromo é um carcinógeno corrosivo e, portanto, deve ser manuseado com extremo cuidado.

### Oxidação de Collins
A oxidação original de Collins exige que o reagente de Sarett seja removido do excesso de piridina e dissolvido no cloreto de metileno, que é menos básico. Embora o novo solvente melhore o rendimento geral da reação, ele também requer a perigosa transferência do reagente pirofórico. A variação de Ratcliffe de 1970 reduziu o risco de explosão ao exigir que o reagente de Sarett fosse feito in situ. Isso foi obtido gerando o reagente de Sarett de acordo com o protocolo original usando uma mistura de piridina e cloreto de metileno sob agitação.

## Aplicações específicas
A oxidação de Sarett oxida eficientemente álcoois primários a aldeídos sem oxidá-los ainda mais a ácidos carboxílicos. Essa diferença fundamental em relação à oxidação de Jones se deve ao fato de que esta ocorre na presença de água, diferentemente das oxidações de Sarett e Collins. A oxidação de Sarett também ocorre em condições básicas, o que permite o uso de substratos sensíveis a ácidos, como aqueles que contêm certos grupos protetores. Isso é diferente de outras reações comuns de oxidação que ocorrem em meio ácido, como a oxidação de Baeyer-Villiger, que removeria ou alteraria esses grupos. Além disso, o reagente de Sarett é relativamente inerte em relação a ligações duplas e a grupos tioéter. Esses grupos não podem interagir efetivamente com o cromo do reagente de Sarett, em comparação com o cromo em complexos oxidantes utilizados antes de 1953.